# 1595 в Україні

## Події
- Козаками взято турецьке місто Синоп, вперше використовуючи при цьому козацькі підводні човни.
- Северин Наливайко з запорожцями ходили до Волощини на поміч Австрії.
- Цецорська битва (1595)

## Особи

### Народились
- 1 липня Альбрехт-Станіслав Радзивілл (1595—1656) — державний, військовий і політичний діяч Великого князівства Литовського, історик.

## Засновані, зведені
- Засновані Могилів-Подільський
- Гримайлів
- Мерефа
- Лукашеве
- Поличинці